# Tuhlari
Tuhlari è il secondo album in studio della cantante finlandese Laura Närhi, pubblicato il 26 ottobre 2012 su etichetta discografica Warner Music Finland.

## Tracce
1. Onnellinen – 4:42
2. Tuhlari – 4:41
3. Siskoni (feat. Erin Anttila) – 3:46
4. Kuulen, kuuntelen – 4:03
5. Hetken tie on kevyt – 3:59
6. Varjo – 4:46
7. Epäilys – 3:32
8. 1945 – 5:53
9. Riittää – 3:09
10. Joka päivä uudelleen – 3:39
11. Viimeinen aamu – 6:20

## Classifiche
| Classifica (2012) | Posizione massima |
| ----------------- | ----------------- |
| Finlandia         | 3                 |